# 粗鬚突吻鱈
粗鬚突吻鱈，為輻鰭魚綱鱈形目鼠尾鱈科的其中一種，分布於中西大西洋切薩皮克灣至墨西哥灣、加勒比海；中東大西洋茅利塔尼亞至象牙海岸海域，屬深海底棲性魚類，深度400-2375公尺，體長可達40公分，棲息在底層水域，以多毛類、橈腳類、等足目等為食，生活習性不明。

## 扩展阅读
維基物種上的相關：粗鬚突吻鱈